# 辻本祐介
辻本 祐介（つじもと ゆうすけ、1977年- ）は、日本の企業家。株式会社ワンブロック代表取締役。株式会社tomoru取締役、株式会社BEARS取締役。日本大学まちづくり工学科非常勤講師、一級建築士。

## 来歴・人物
1977年、三重県生まれ。津高等学校、東北大学工学部建築学科卒業後、株式会社リクルートコスモス（現 コスモスイニシア）、UDS株式会社を経て、2015年に株式会社ワンブロックを創業。京都・東京を中心に、建築・不動産を活用したまちづくり事業を手がける。中学から大学まではバレーボール部、現在はキックボクシング、ゴルフと囲碁。特に囲碁は吉原由香里と共に若者への囲碁普及団体IGO AMIGOを立上げ、現在は短期集中オンライン囲碁初段プログラム「GO ONLINE」を万波佳奈等と主催。

## 経歴
- 1977年、三重県生まれ
- 1996年、津高等学校卒業
- 2000年、東北大学工学部建築学科卒業
- 2000年から2005年、株式会社リクルートコスモス
- 2005年から2015年、UDS株式会社
- 2015年、株式会社ワンブロック創業
- 2018年、株式会社tomoru取締役
- 2021年、株式会社BEARS取締役

## プロジェクト実績
| 2006年 | つくばロケーションヴィレッジ                                 |
| 2008年 | 月光町アパートメント                                         |
| 2010年 | 上海万博日本産業館未来郵便局                                 |
|        | ホテルカンラ京都                                             |
| 2011年 | ホテルアンテルーム京都                                       |
|        | ピグマキッズ                                                 |
|        | 代々木ヴィレッジ                                             |
|        | リラックス食堂                                               |
| 2013年 | LEAGUE                                                       |
|        | foodie foodie(パナソニック)                                  |
|        | アンテルームアパートメント大阪                               |
|        | 次世代エネルギーを活用したスマートハウス実証事業(薩摩川内市) |
| 2014年 | サピックスキッズ                                             |
|        | 大久保地区公共施設再生事業調査業務(習志野市)                 |
|        | RICOH Future House                                           |
| 2015年 | 京都 旅館あづまや                                            |
|        | GINZA PLACE                                                  |
| 2016年 | 京都やどまち                                                 |
| 2017年 | THINK OF THINGS                                              |
|        | THE JUNEI HOTEL                                              |
|        | 所沢仲通プロジェクトⅠ                                        |
| 2018年 | 葵 HOTEL KYOTO                                               |
|        | 神田カドウチ                                                 |
|        | 復興庁の専門家派遣集中支援事業                               |
|        | WORK AND WONDER【WAW日本橋】                                 |
|        | WORK AND WONDER【WAW赤坂】                                   |
|        | JPREP 渋谷校本館                                             |
| 2020年 | JPREP 自由が丘校                                             |
|        | TAKE PHYSICAL CONDITIONING GYM                               |
|        | 所沢仲通プロジェクトⅡ                                        |
|        | 東急ハーベスト浜名湖                                         |
| 2021年 | JPREP 四谷校                                                 |
|        | meet tree nakatsugawa                                        |
|        | 大阪北港マリーナ                                             |

## 受賞歴
- 2008年、GOOD DESIGN AWARD「月光町アパートメント」
- 2011年、GOOD DESIGN AWARD「ホテルアンテルーム京都」
- 2012年、GOOD DESIGN AWARD「代々木ビレッジバイクルック」
- 2013年、GOOD DESIGN AWARD「アンテルームアパートメント大阪」
- 2017年、GOOD DESIGN AWARD「ホテルカンラ京都」
- 2018年、GOOD DESIGN AWARD「京都やどまち西陣」
- 2019年、LOCAL REPUBLIC AWARD「京都やどまち西陣」